# Sandra Jenkins
Sandra Jenkins, född den 20 juli 1961 i Fort Saskatchewan i Alberta, är en kanadensisk curlingspelare.
Hon tog OS-brons i damernas curlingturnering i samband med de olympiska curlingtävlingarna 2006 i Turin.